# Stefan Witwicki

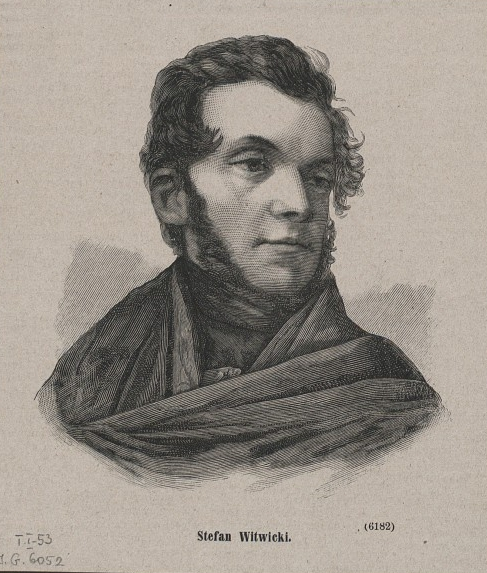
Stefan Witwicki, um 1831

Stefan Witwicki (* 13. September 1801 in Janów, Podolien; † 15. April 1847 in Rom) war ein polnischer Dichter.

## Leben
Witwicki arbeitete zunächst für die polnische Regierung, emigrierte jedoch 1832 nach Paris, wo er zum Freundeskreis von Adam Mickiewicz gehörte. Eine enge Freundschaft verband ihn auch mit Frédéric Chopin, der ihm seine Vier Mazurken op. 41 widmete.
Er schrieb auch die Texte zu einigen Liedern von Chopin.

## Werke (Auswahl)
- Edmund (1829)
- Piosenki sielskie (Ländliche Lieder, 1830)
- Poezje biblijne (Biblische Poesien, 1830)
- Moskale w Polsce (Moskowiter in Polen, 1833)
- Ołtarzyk polski (Polnischer Altar)
- Wieczory pielgrzyma (Abende eines Pilgers, 1837–1845)
- Listy z zagranicy (Briefe aus dem Ausland, 1842)
- Towiańszczyzna wystawiona i aneksami objaśniona (Erklärung der Towiański-Welt, 1844)

| Personendaten    | Personendaten      |
| ---------------- | ------------------ |
| NAME             | Witwicki, Stefan   |
| KURZBESCHREIBUNG | polnischer Dichter |
| GEBURTSDATUM     | 13. September 1801 |
| GEBURTSORT       | Janów, Podolien    |
| STERBEDATUM      | 15. April 1847     |
| STERBEORT        | Rom                |